# Potok (Rimavská Sobota)
Potok es un municipio del distrito de Rimavská Sobota en la región de Banská Bystrica, Eslovaquia, con una población estimada a final del año 2024 de 21 habitantes.
Se encuentra ubicado al este de la región, en la cuenca hidrográfica del río Sajó —un afluente derecho del río Tisza— y cerca de la frontera con la región de Košice y con Hungría.

## Demografía
| Año        | 1994 | 2004     | 2014     | 2024     |
| ---------- | ---- | -------- | -------- | -------- |
| Población  | 58   | 36       | 41       | 21       |
| Diferencia |      | −37,93 % | +13,88 % | −48,78 % |

| Año        | 2023 | 2024     |
| ---------- | ---- | -------- |
| Población  | 19   | 21       |
| Diferencia |      | +10,52 % |